# 열대 기하학

열대 3차 곡선

수학에서 열대 기하학(영어: tropical geometry)은 덧셈이 최소 함수로, 곱셈이 일반적인 덧셈으로 바뀌었을 때 다항식과 그 기하학적 성질에 대한 연구이다. 열대 기하학에서 두 실수의 덧셈과 곱셈은 다음과 같이 정의된다.
{\displaystyle x\oplus y=\min\{x,y\}}
{\displaystyle x\otimes y=x+y}
예를 들어, 고전적인 다항식 {\displaystyle x^{3}+2xy+y^{4}}는 열대 기하학에서{\displaystyle \min\{x+x+x,\;2+x+y,\;y+y+y+y\}}이 된다. 이러한 다항식과 그 해는 최적화 문제, 예를 들어 기차 네트워크의 출발 시간 최적화 문제 등에 중요하게 응용된다.
열대 기하학은 다항식의 그래프가 조각별 선형 메쉬와 유사하고 체 대신 열대 반환의 수를 사용하는 대수기하학의 변형이다. 고전 기하학과 열대 기하학은 밀접하게 관련되어 있기 때문에 결과와 방법을 서로 변환할 수 있다. 대수다양체는 열대 다양체에 사상될 수 있고, 이 과정은 여전히 원래 다양체에 대한 일부 기하학적 정보를 유지하므로 열대 기하학의 도구를 사용하여 브릴–뇌터 정리와 같은 대수기하학의 고전적 결과를 증명하고 일반화하는 데 도움이 될 수 있다.

## 역사
열대 해석학의 기본 아이디어는 다양한 분야의 수학자들이 동일한 표기법을 사용하여 독자적으로 개발했다. 열대 기하학의 중심 아이디어는 여러 초기 작업에서 다양한 형태로 나타났다. 예를 들어 Victor Pavlovich Maslov는 통합 프로세스의 열대 버전을 도입했고, 해밀턴-야코비 방정식의 르장드르 변환 해가 열대적인 선형 연산이라는 사실을 알아냈다. 그러나 이론의 기본 정의를 통합하려는 노력은 1990년대 이후에야 이루어졌다. 이는 막심 콘체비치의 아이디어와 Grigory Mikhalkin의 작업을 사용한 열거 대수기하학에의 응용을 통해 동기가 부여되었다.
열대라는 형용사는 이 분야에서 연구한 헝가리 태생의 브라질 컴퓨터 과학자 Imre Simon을 기리기 위해 프랑스 수학자들이 만들었다. Jean-Éric Pin은 발명을 Dominique Perrin에게 돌린 반면, 시몬 자신은 단어를 Christian Coffrut에게 돌렸다.

## 대수학 배경
열대 기하학은 열대 반환을 기반으로 한다. 열대 반환은 관례에 따라 최대 또는 최소를 사용한 두 가지 방식으로 정의된다.
최소 열대 반환(영어: min tropical semiring)은 연산 {\displaystyle x\oplus y=\min\{x,y\}}, {\displaystyle x\otimes y=x+y}을 갖는 반환 {\displaystyle (\mathbb {R} \cup \{+\infty \},\oplus ,\otimes )}이다.
연산 {\displaystyle \oplus }, {\displaystyle \otimes }은 각각 열대 덧셈과 열대 곱셈이라고 한다. {\displaystyle \oplus }에 대한 항등원은 {\displaystyle +\infty }이고, {\displaystyle \otimes }에 대한 항등원은 0이다.
유사하게, 최대 열대 반환(영어: max tropical semiring)은 연산 {\displaystyle x\oplus y=\max\{x,y\}}, {\displaystyle x\otimes y=x+y}을 갖는 반환{\displaystyle (\mathbb {R} \cup \{-\infty \},\oplus ,\otimes )}이다.
{\displaystyle \oplus }에 대한 항등원은 {\displaystyle -\infty }이고, {\displaystyle \otimes }에 대한 항등원은 0이다.
최소 열대 반환과 최대 열대 반환은 동형 사상 {\displaystyle x\mapsto -x}에 의해 동형이다. 일반적으로 둘 중 하나를 선택하고 열대 반환으로 부른다. 관례는 저자와 분야에 따라 다르다. 일부는 최소 규칙을 사용하고 일부는 최대 규칙을 사용한다.
열대 반환의 연산은 값매김 체에서 덧셈과 곱셈에 따라 값매김이 어떻게 작용하는지 모사한다.
열대 기하학에서 발생하는 몇 가지 일반적인 값매김 체(최소 규칙 포함)는 다음과 같다.
- {\displaystyle \mathbb {Q} } 또는 {\displaystyle \mathbb {C} }와 자명한 값매김: 모든 {\displaystyle a\neq 0}에 대해 {\displaystyle v(a)=0}.
- {\displaystyle \mathbb {Q} } 또는 p진 값매김을 통한 확장: {\displaystyle p}와 서로소인 정수 {\displaystyle b}에 대해 {\displaystyle v_{p}(p^{n}a/b)=n}.
- 로랑 급수의 체 {\displaystyle \mathbb {C} (\!(t)\!)} (정수 거듭제곱) 또는 (복소 계수) 퓌죄 급수의 체 {\displaystyle \mathbb {C} \{\!\{t\}\!\}}와 급수에 나타나는 {\displaystyle t}의 가장 작은 지수 값매김.

## 열대 다항식
열대 다항식(영어: tropical polynomial)은 유한한 수의 단항식의 열대 합으로 표현될 수 있는 함수 {\displaystyle F\colon \mathbb {R} ^{n}\to \mathbb {R} }이다. 단항식은 상수와 변수 {\displaystyle X_{1},\ldots ,X_{n}}의 열대 곱 또는 몫이다. 따라서 열대 다항식 F는 변수가 정수 계수를 갖는 선형 함수의 유한 집합의 최솟값이므로 오목, 연속 및 조각별 선형이다.
{\displaystyle {\begin{aligned}F(X_{1},\ldots ,X_{n})&=\left(C_{1}\otimes X_{1}^{\otimes a_{11}}\otimes \cdots \otimes X_{n}^{\otimes a_{n1}}\right)\oplus \cdots \oplus \left(C_{s}\otimes X_{1}^{\otimes a_{1s}}\otimes \cdots \otimes X_{n}^{\otimes a_{ns}}\right)\\&=\min\{C_{1}+a_{11}X_{1}+\cdots +a_{n1}X_{n},\;\ldots ,\;C_{s}+a_{1s}X_{1}+\cdots +a_{ns}X_{n}\}.\end{aligned}}}
값매김 체 K의 로랑 다항식 환 {\displaystyle K[x_{1}^{\pm 1},\ldots ,x_{n}^{\pm 1}]}에서 다항식 f 가 주어졌을 때 f 의 열대화(영어: tropicalization)는 덧셈과 곱셈을 열대 덧셈과 열대 곱셈으로 바꾸고 상수를 그 값매김으로 바꾸어 얻은 열대 다항식이다. f의 열대화는 {\displaystyle \operatorname {Trop} (f)}으로 표기한다.  즉, {\displaystyle A_{1},\cdots ,A_{s}\in \mathbb {Z} ^{n}}에 대해{\displaystyle f=\sum _{i=1}^{s}c_{i}x^{A_{i}}}의 열대화는 {\displaystyle \operatorname {Trop} (f)=\bigoplus _{i=1}^{s}v(c_{i})\otimes X^{\otimes A_{i}}}이다.
열대 다항식 F 가 미분 불가능한 점의 집합을 열대 초표면(영어: tropical hypersurface)이라고 한다. F의 열대 초표면은 다항식의 영집합과 비슷하게 {\displaystyle \mathrm {V} (F)}으로 표기한다. 동등하게, {\displaystyle \mathrm {V} (F)}는 F 의 항 중 최소값이 두 번 이상 달성되는 점의 집합이다.

### 열대 대수학의 기본정리
{\displaystyle f(x)}를 1변수 {\displaystyle x}에 대한 열대 다항식이라고 하자. 그러면 {\displaystyle f(x)}는 같은 열대 다항식(same tropical polynomial)일 필요가 없는 동등한 열대 다항식(equivalent tropical polynomial)으로 치환이 가능하고 동등한 열대 다항식들 중 열대 일차 다항식(tropical linear polynomial)들만으로 인수분해가 가능한 동등한 열대 다항식이 존재한다. 바꿔 말하면, 모든 열대 다항식은 동등한 열대 다항식으로 치환되고 이 동등한 열대 다항식 중 적어도 하나는 열대 일차식들의 열대 곱셈으로 표현된다. 이를 열대 대수학의 기본정리라고 한다(영어: fundamental theorem of tropical algebra).

#### 예시
- {\displaystyle f(x)=x^{\otimes 2}\oplus 7\otimes x\oplus 21}로 두자. 그러면 {\displaystyle f(x)=x^{\otimes 2}\oplus 7\otimes x\oplus 21=(x\oplus 7)\otimes (x\oplus 14)}로 인수분해된다. 즉, 2차식이 1차식 두 개로 인수분해가 가능하다.
- {\displaystyle f(x)=x^{\otimes 2}\oplus 21\otimes x\oplus 7}로 두자. 이 경우에는 바로 인수분해를 할 수 없고, 동등한 열대 다항식으로 바꿔주는 작업이 필요하다. 동등한 열대 다항식으로 {\displaystyle f(x)}를 치환하면, {\displaystyle {\hat {f}}(x)=x^{\otimes 2}\oplus 21\otimes x\oplus 7=x^{\otimes 2}\oplus 7}이 된다. 그런데 신입생의 꿈(freshman's dream)은 열대 다항식에서 항상 성립하므로, {\displaystyle {\hat {f}}(x)=x^{\otimes 2}\oplus 21\otimes x\oplus 7=x^{\otimes 2}\oplus 7=(x\oplus {\frac {7}{2}})^{\otimes 2}}가 성립한다. 이 경우는 위의 경우와 다르게 주어진 열대 다항식을 동등한 열대 다항식으로 치환하는 과정이 고려되었다.

## 열대 다양체

### 정의
대수 원환면 {\displaystyle (K^{\times })^{n}}안의 대수다양체 X의 경우, X의 열대 다양체 또는 X의 열대화는 {\displaystyle \operatorname {Trop} (X)}으로 표기하는 {\displaystyle \mathbb {R} ^{n}}의 부분집합이고, 여러 가지 방법으로 정의할 수 있다. 이러한 정의의 동등성을 열대 기하학의 기본 정리(영어: fundamental theorem of tropical geometry)라고 한다.

#### 열대 초면의 교차점
{\displaystyle K[x_{1}^{\pm 1},\ldots ,x_{n}^{\pm 1}]}에서 {\displaystyle \mathrm {I} (X)}를 X에서 영이 되는 로랑 다항식의 아이디얼이라고 하자. X의 열대화는 {\displaystyle \operatorname {Trop} (X)=\bigcap _{f\in \mathrm {I} (X)}\mathrm {V} (\operatorname {Trop} (f))\subseteq \mathbb {R} ^{n}}으로 정의한다.
X 가 초표면일 때, 아이디얼 {\displaystyle \mathrm {I} (X)}는 로랑 다항식 f 에 의해 생성된 주 아이디얼이며, 열대 다양체 {\displaystyle \operatorname {Trop} (X)}는 정확히 열대 초표면 {\displaystyle \mathrm {V} (\operatorname {Trop} (f))}이다.
모든 열대 다양체는 유한한 수의 열대 초표면의 교집합이다. 다항식의 유한 집합 {\displaystyle \{f_{1},\ldots ,f_{r}\}\subseteq \mathrm {I} (X)} 다음과 같은 경우 X 에 대한 열대 기저(영어: tropical basis)라고 한다. {\displaystyle \operatorname {Trop} (X)} 열대 초표면의 교차점이다. {\displaystyle \operatorname {Trop} (f_{1}),\cdots ,\operatorname {Trop} (f_{r})} . 일반적으로 {\displaystyle \mathrm {I} (X)}의 생성 집합은 열대 기저를 형성하기에 충분하지 않다. 유한한 수의 열대 초표면의 교차점을 열대 전다양체 이라고 하며 일반적으로 열대 다양체가 아니다.

#### 값매김 사상의 상
X 가 {\displaystyle \mathbb {R} }에서의 상이 조밀한 값매김 v 를 갖는 체 K 에 대한 다양체라고 하자.  (예: 퓌죄 급수의 체). 좌표에 따라 v는 대수 원환면 {\displaystyle (K^{\times })^{n}}에서 {\displaystyle \mathbb {R} ^{n}}으로의 사상을 정의한다. 열대화는 다음과 같이 정의된다.
{\displaystyle \operatorname {Trop} (X)={\overline {\{(v(x_{1}),\ldots ,v(x_{n})):(x_{1},\ldots ,x_{n})\in X\}}},}
여기서 위 직선은 유클리드 위상의 폐포를 나타낸다. K 의 값매김이 {\displaystyle \mathbb {R} }에서 조밀하지 않은 경우, 위의 정의는 조밀한 값매김이 있는 더 큰 체로 스칼라를 확장하여 적용할 수 있다.
이 정의는 {\displaystyle \operatorname {Trop} (X)}가 대수적으로 닫힌 비아르키메데스 체 K 에 대한 비아르키메데스 아메바임을 보여준다.
X 가 {\displaystyle \mathbb {C} } 위의 다양체인 경우, {\displaystyle \operatorname {Trop} (X)}는 로그의 밑 t 가 무한대로 갈 때의 아메바 {\displaystyle \operatorname {Log} _{t}(X)}의 극한 대상으로 간주 될 수 있다.

### 열대 곡선
1차원 열대 다양체인 열대 곡선(영어: tropical curve)에 대한 연구는 특히 잘 발달되어 있으며 그래프 이론과 밀접한 관련이 있다. 예를 들어, 열대 곡선의 제수 이론은 열대 곡선과 관련된 그래프의 칩 발사 게임과 관련이 있다.
다음 결과를 포함하여, 대수 기하학의 많은 고전적 정리에는 열대 기하학에 대응하는 항목이 있다.
- 파푸스의 육각형 정리[12]
- 베주 정리
- 종수-차수 공식
- 리만-로흐 정리[13]
- 타원곡선의 군[14]

## 최초형식

### 값매김 사상과 국소환
체 {\displaystyle K}가 있고 이 체 위에 값매김 사상 {\displaystyle {\text{val}}}이 주어져 있다고 하자. 그리고 다음 집합을 생각하자.
{\displaystyle R=\{a\in K:{\text{val}}(a)\geq 0\}}
이 집합 {\displaystyle R}는 환 구조를 가진다. 그리고 이 환 {\displaystyle R}은 국소환(영어: local ring)이다. 즉, 극대 아이디얼(영어: maximal ideal)을 단 하나 가지고, 그 극대 아이디얼은
{\displaystyle {\mathfrak {m}}=\{a\in K:{\text{val}}(a)>0\}}
로 주어진다. 이제 잉여류체(영어: residue field) {\displaystyle \mathbb {k} :=R/{\mathfrak {m}}}을 생각한다. 그러면 체 {\displaystyle K}에서 {\displaystyle \mathbb {k} }로 가는 자연스러운 사상을 생각할 수 있고, 이 사상에 의한 원소 {\displaystyle a}의 이미지를 {\displaystyle {\overline {a}}}로 표기한다.

### 값매김 사상의 분리
{\displaystyle K}가 값매김 사상이 주어진 체라고 하고 대수적으로 닫혀있다고 하자. 또한 값매김 사상 {\displaystyle {\text{val}}:K^{\ast }\to \Gamma _{\text{val}}}이 전사가 되도록 하는 {\displaystyle \Gamma _{\text{val}}}를 정의하자. 즉, {\displaystyle \Gamma _{\text{val}}}는 가역원소들의 값매김 사상에 의한 치역이다. 이 때 {\displaystyle \Gamma _{\text{val}}}가 아벨 군이 됨을 기억하자. 그러면 가역 원소들에 의한 값매김 사상 {\displaystyle {\text{val}}:K^{\ast }}는 쪼개진다(영어: split). 즉, 준동형사상(영어: homomorphism) {\displaystyle \psi :(\Gamma _{\text{val}},+)\to (K^{\ast },\cdot )}가 존재하여 {\displaystyle {\text{val}}(\psi (w))=w}가 모든 {\displaystyle w\in \Gamma _{\text{val}}}에 대해 성립한다. 이러한 사상 {\displaystyle \psi :(\Gamma _{\text{val}},+)\to (K^{\ast },\cdot )}에 의한 원소 {\displaystyle w}의 이미지를 {\displaystyle t^{w}}로 쓴다.

### 최초형식
{\displaystyle f=\bigoplus _{u\in \mathbb {N} ^{n+1}}c_{u}x^{u}}가 다항식이라고 하자. 그리고 ${\displaystyle f}의 열대화를 {\displaystyle \operatorname {Trop} (f)=\min\{={\text{val}}(c_{u})+w\cdot u:u\in \mathbb {N} ^{n+1}{\text{ and }}c_{u}\neq 0\}}로 정의하자. 또한 무게 벡터(영어: weight vector) {\displaystyle w\in \mathbb {R} ^{n+1}}를 고정하고 {\displaystyle W=\operatorname {Trop} (f)(w)}라는 상수를 정의하자. 그러면 {\displaystyle w}에 대한 {\displaystyle f}의 최초 형식(영어: initial form)은
{\displaystyle \operatorname {in} _{w}(f)=\sum _{u\in \mathbb {N} ^{n+1},{\text{val}}(c_{u})+w\cdot u=W}{\overline {c_{u}t^{-{\text{val}}(c_{u})}x^{u}}}\in \mathbb {k} [x_{0},\cdots ,x_{n}]}
으로 정의된다.

## 열대 기하학의 기본정리

### 카프라노브 정리
카프라노브 정리는 다음처럼 주어진다:
{\displaystyle K}를 대수적으로 닫힌 체라고 하고 비자명한 값매김 사상이 주어져있다고 하자. 로랑 다항식 {\displaystyle f=\bigoplus _{u\in \mathbb {Z} ^{n+1}}c_{u}x^{u}}를 고정하자. 그러면 다음 세 대상들은 동일하다:
- {\displaystyle \mathbb {R} ^{n}}에서의 열대 초곡면 {\displaystyle \operatorname {Trop} (V(f))}
- {\displaystyle \{w\in \mathbb {R} ^{n}:{\text{in}}_{w}(f){\text{ is not a monomial}}\}}
- {\displaystyle \mathbb {R} ^{n}}에서 {\displaystyle \{({\text{val}}(y_{1}),\cdots ,{\text{val}}(y_{1})):(y_{1},\cdots ,y_{n})\in V(f)\}}의 폐포

## 열대 기하학에서의 리만-로흐 정리

### 열대 기하학에서의 인자
열대 기하학에서도 리만-로흐 정리(영어: Riemann-Roch Theorem)가 성립한다. 열대 기하학에서 인자(영어: Divisor)는 대수기하학에서의 인자와 동일한 방법으로 정의된다. 열대 곡선 {\displaystyle \Gamma }가 있다고 하자. 이 열대 곡선 {\displaystyle \Gamma }위의 인자는 {\displaystyle \Gamma }의 점들이 이루는 자유 아벨 군이다. {\displaystyle \Gamma }위의 모든 인자들의 모임을 {\displaystyle {\text{Div}}(\Gamma )}로 쓴다. 인자 {\displaystyle D}의 차수(영어: degree)는 {\displaystyle D=\sum _{i}a_{i}P_{i}}인 경우에 {\displaystyle {\text{deg}}(D)=\sum _{i}a_{i}}로 정의된다. 따라서 명백히 차수 함수 {\displaystyle {\text{deg}}}는 군 준동형사상을 이룬다.

## 응용
2007년 금융위기 당시 잉글랜드 은행이 사용한 폴 클렘퍼러의 경매 디자인에 열대 직선이 사용되었다. 시오자와 요시노리는 (최소-덧셈 또는 최대-덧셈 대신) 최소-곱셈 또는 최대-곱셈을 사용한 아열대 대수(영어: subtropical algebra)를 정의하였다. 그는 리카디안 무역 이론(투입 무역이 없는 국제 무역)이 아열대 볼록 대수로 해석될 수 있음을 발견했다. 열대 기하학은 또한 ReLU 활성화로 피드포워드 신경망의 복잡성을 분석하는 데 사용되었다. 
또한 작업 일정, 위치 분석, 운송 네트워크, 의사 결정 및 이산 사건 역학계에서 발생하는 여러 최적화 문제를 열대 기하학의 체계에서 공식화하고 해결할 수 있다. 아벨-야코비 사상의 열대 대응물은 수정 디자인에 적용될 수 있다. 가중 유한 상태 변환기의 가중치는 열대 반환이 되어야 하는 경우가 많다. 열대 기하학은 자체 조직화된 임계 값을 나타낼 수 있다.

## 같이 보기
- 열대 해석학
- 열대 콤팩트화

## 추가 자료
- Amini, Omid; Baker, Matthew; Faber, Xander, 편집. (2013). 《Tropical and non-Archimedean geometry. Bellairs workshop in number theory, tropical and non-Archimedean geometry, Bellairs Research Institute, Holetown, Barbados, USA, May 6–13, 2011》. Contemporary Mathematics 605. Providence, RI: American Mathematical Society. ISBN 978-1-4704-1021-6. Zbl 1281.14002.
- 열대 기하학과 거울 대칭